# Miraculix
Miraculix je 32bitový operační systém vytvořený v Rusku.

## Historie
První verze tohoto systému byla uveřejněna roku 2003 pod názvem "UCS" (United Control System). Napsán byl v jazyce C++, měl vlastní souborový systém a podporoval pouze jednouživatelské rozhraní v příkazové řádce.
Roku 2004 byla vydána druhá verze, napsaná v jazyce assembler. Byla zavedena podpora multitaskingu a uveden prototyp GUI, toto vše přímo v jádru. Nikdy však nebyla dokončena.
Roku 2005 byla vytvořena nová, třetí verze s již nynějším názvem Miraculix. Tato verze obsahovala pracovní GUI, ve kterém bylo možné nastavit potřebné ovladače pro hardware. Ochrana procesorů metodou separace a stránkování paměti byla zde rovněž zavedena.
14. července 2006 byla uveřejněna verze 0.55b a 10. srpna 2006 s několika zpracováními verze 0.56. Obsahoval však vývojové GUI, nebyl to tedy plný systém. Obsahoval několik programů: hlavní panel (s menu), zobrazení souborů, jednoduchá konzole a několik dem. Bylo tedy možné spustit i externí programy, součástí byl nakonec i jednoduchý textový editor.
25. března 2007 vyšla další verze – 0.71 s přepracovaným GUI a opravenou konzolou. Nyní se na modrém pozadí objevily i ikony.